# Probreviceps durirostris
Probreviceps durirostris är en groddjursart som beskrevs av Loader, Channing, Menegon och Davenport 2006. Probreviceps durirostris ingår i släktet Probreviceps och familjen Brevicipitidae. IUCN kategoriserar arten globalt som starkt hotad. Inga underarter finns listade i Catalogue of Life.